# Сірий слиз
Сірий слиз — гіпотетичний сценарій кінця світу, пов'язаний з успіхами молекулярних нанотехнологій. За таким сценарієм некеровані нанороботи, здатні до реплікації, поглинуть усю біомасу Землі, виконуючи свою програму саморозмноження (даний сценарій відомий під назвою «екофагія»).
Як правило, термін використовується в популярній пресі або науковій фантастиці. У найгірших постульованих сценаріях, що вимагають великих, здатних до космічних польотів машин, матерія поза Землею також перетворюється в сірий слиз. Під цим терміном розуміється велика маса наномашин, що самовідтворюються, яким не притаманна певна структура у великому масштабі, яка може виявитися, а може і не виявитися подібним слизом. Лихо трапляється через навмисне включення Машини Судного дня або від випадкової мутації в наномашинах, що самореплікуються, які створено для використання з іншою метою, але створених для роботи в природному середовищі.

## Визначення сірого слизу
Термін уперше використав піонер молекулярної нанотехнології Ерік Дрекслер в книзі «Машини творення» (1986). У главі 4 («Машини достатку») Дрекслер ілюструє як експоненційне зростання, так і вроджені обмеження, описуючи наномашини, які можуть працювати тільки за наявності спеціальної сировини:
 «Уявіть, що подібний реплікатор, плаваючи в пляшці з хімікатами, робить свої копії … Перший реплікатор збирає свою копію за одну тисячу секунд, потім уже два реплікатори збирають ще два за наступну тисячу секунд, тепер вже чотири збирають ще чотири, а вісім збирають ще вісім. Через 10 годин їх вже не тридцять шість, а понад 68 мільярдів. Менш ніж за день вони наберуть вагу в тонну, менш ніж за два дні вони будуть важити більше, ніж Земля, ще за 4 години їхня маса перевищить масу Сонця і всіх планет разом узятих — якщо тільки пляшка з хімікатами не спорожніє задовго до того часу».
Дрекслер описує сірий слиз в главі 11 («Машини руйнування»):
 «… ранні асемблерні реплікатори можуть перевершити найдосконаліші сучасні організми. „Рослини“ з „листям“ не ефективнішим, ніж сьогоднішні сонячні батареї, могли б виграти конкуренцію у справжніх рослин, заповнюючи біосферу неїстівним листям. Міцні, всеїдні „бактерії“ могли б виграти конкуренцію у справжніх бактерій: вони б могли поширюватися вітром як пилок, стрімко розмножуючись і перетворивши біосферу в пил за лічені дні. Небезпечні реплікатори легко могли б бути дуже міцними, маленькими і настільки швидко поширюватися, що ми не могли б зупинити їх — у крайньому разі, без попередньої підготовки. У нас і без того вистачає проблем з вірусами і фруктовими мушками».
Дрекслер зазначає, що геометричний ріст, який робить можливим самовідтворення, за своєю природою обмежений доступністю відповідної сировини.
Дрекслер використовував термін «сірий слиз» не для того, щоб вказати на колір або структуру, а щоб підкреслити різницю між «перевагою» в термінах людських цінностей і «перевагою» в термінах конкурентного успіху:
 «Незважаючи на те, що маси неконтрольованих реплікаторів не обов'язково повинні бути ні сірими, ні слизоподібними, термін „сірий слиз“ підкреслює, що реплікатори, здатні знищити життя, можуть бути не такими надихаючими, як єдиний вид лопуха. Вони можуть виявитися „переважаючими“ в еволюційному сенсі, але це не обов'язково робить їх цінними».
Робертом Фрейтасом для опису можливого сценарію розвитку біосфери при виході нанотехнологій з-під контролю був запропонований термін екофагія (Ecophagy, від дав.-гр. οἶκος — будинок і  φάγος — любитель поїсти). Цей сценарій (також відомий під назвою «проблема сірого слизу») припускає, що ніким не контрольовані нанороботи, що можуть самовідтворюватися, буквально «з'їдять» всю живу речовину на планеті. Потрібно зазначити, що цей термін може застосовуватися щодо будь-якого явища чи процесу, здатного докорінно змінити біосферу — ядерної війни, різкого скорочення біорізноманіття, надмірного розмноження одного виду. Такі події, як вважають вчені, можуть привести до екоциду — тобто порушити здатність біосфери до самовідновлення. Інші ж вважають, найімовірніші причини загибелі біосфери куди більш банальні. Вони вказують, що шлях розвитку, на якому людство в даний час знаходиться (неухильне зростання людської популяції та поступове збільшення площі антропогенно змінених територій), неминуче веде до екоциду.
Робота, в якій вперше було вжито термін «екофагія», була опублікована у квітні 2000 року під назвою «Межі викликаної нанороботами екофагії».
Здається, що найочевидніша і раніше помічена небезпека, пов'язана з використанням нанотехнологій, полягає в тому, що самовідтворюванні нанороботи, які здатні існувати в зовнішньому середовищі, зможуть швидко переробити всю живу речовину Землі (біосферу) у величезну кількість власних копій. Ця небезпека отримала назву проблеми сірого слизу, хоча деякі дослідники для опису цього сценарію часто використовують термін екофагія.

## Технічні проблеми на шляху створення сірого слизу
У розділі розглядається окремий випадок сірого слизу, коли всі самовідтворенні добудовані одиниці організму практично тотожні один одному, існують матеріально з хімічної речовини та незалежні від симбіотичних відносин з іншими організмами, а самі неподільні на простіші організми.
| Назва проблеми | Суть проблеми | Обмеження, що накладаються проблемою |
| -------------- | --- | --- |
| Енергетична    | Створення нових хімічних сполук вимагає енергетичних витрат, ця енергія повинна бути запасена заздалегідь в будівельній речовині, або по ходу будівництва повинна одержуватися батьківським організмом звідкись іззовні | Не можна заселити астероїди, речовина яких не має запасеної хімічної енергії, на далеких від сонця орбітах або в міжзоряному просторі.                                                                                             |
| Сировинна      | Для побудови речового тіла даної культури сірого слизу потрібна відповідна сировина — особливі хімічні речовини, в тому числі, деякі ферменти для протікання потрібних хімічних реакцій. Ці ферменти спочатку повинні витрачатися з батьківського організму, а потім генеруватися знову або відновлюватися іззовні. | Організми сірого слизу повинні вимагати якомога менше видів сировини, що знижує можливість заміни одного виду сировини іншим, через необхідність мати на батьківському організмі потрібні запаси ферментів для будь-якої сировини. |
| Факторна       | Крім ферментів або замість них організм повинен буде використовувати й інші фізичні фактори, що призводять до утворення необхідних йому хімічних сполук, тобто сірий слиз виявляється здатним до розмноження тільки в місці, де існує цей фактор. Таким фактором може бути вузький діапазон температур або щільність енергії ультрафіолетового сонячного випромінювання або наявність особливої атмосфери і тиску в ній     | Неможливість існування простих організмів сірого слизу, універсальних для всього Всесвіту |
| Мутаційна      | Прості організми, на відміну від складних мають меншу оцінку кількості можливих видів мутацій, а значить і меншу кількість потенційно сприятливих мутацій. Закріпитися можуть тільки адаптивні в даному середовищі мутації, що приводять до більшої пристосовності сірого слизу до того середовища, в якому він в даний момент розмножується, але при цьому можуть втрачатися здатності до розмноження в інших середовищах. | Можуть закріплюватися тільки мутації для більшої пристосовності до того середовища, в якому сірий слиз і так вже здатний розмножуватися, але можливість мутацій може привести до втрати адаптації до інших умов.                   |
| Еволюційна     | Оскільки всякий здатний розмножуватися організм повинен містити запас «напівфабрикатів» для виробництва собі подібних, він сам являє собою найціннішу форму ресурсів для його ж родичів. | Оперативна поява (мутагенна або штучна) «хижих» форм сірого слизу радикально знизить темпи зростання і замість експансивного розвитку перевагу отримає розвиток еволюційний, за принципом «гонки озброєнь».                        |

## Варіанти
Ідея «сірого слизу» дала початок кільком варіантам, що різняться обраним кольором:
- Золотий слиз — результат діяльності, призначеної виробляти золото або іншу коштовну субстанцію (напр. з морської води).
- Чорний слиз — наномашини, запроєктовані на те, щоб атакувати людей (аналогічно до хвороботворчих мікробів), застосовуються як біологічна зброя.
- Червоний слиз — апокаліпсис, який є наслідком терористичної атаки або дій психопатів.
- Хакі-слиз — використання аналогічних наномашин військовими для знищення ворожої території, континенту або ж планети в цілому.
- Блакитний слиз — розповсюдження наномашин, завданням яких є контроль за діяльністю або знищення наномашин інших типів. Припускається, що це — єдиний засіб запобігання таким катастрофам.
- Рожевий слиз — карикатурне представлення людства, яке як вид розповсюджується і поводиться неконтрольованим чином, поглинаючи можливості планети й потенційно може опанувати простір поза Землею. З такої точки зору експансія людей в космос уявляється гігантською катастрофою.
- Зелений слиз — наномашини, завданням яких є контролювати розповсюдження Рожевого слизу шляхом стерилізації або й усунення деяких особин. В іншому контексті, Зеленим слизом є наномашини, цілком побудовані з органічної речовини.

## Сірий слиз в масовій культурі
- У 2004 році Дрекслер, автор терміна «сірий слиз», заявив, що такий сценарій малоймовірний. Сьогодні він вважає, що наномашини, яким притаманна здатність до самореплікації, навряд чи коли-небудь отримають широке розповсюдження[2].
- У фільмі «День, коли Земля зупинилася», в ролі знищувачів людської цивілізації виступають схожі роботи, здатні саморозмножуватися, хоча і не нанорозмірів.
- В фентезі-циклі Олександра Рудазова «Архімаг» (сьома книга) згадується паралельний світ Плонет, який пережив жахливого масштабу катастрофу і в результаті земля, вода, повітря і навіть органіка виявилися покриті так званою «Сконью», яка за своїми властивостями дуже нагадує «сірий слиз».
- У серії Benderama мультсеріалу «Futurama» описується комічний сценарій, коли Бендер створює багато мільйонів своїх мініатюрних копій, що нагадують сірий слиз.
- У серії відеоігор Tasty Planet (2006) дійовою особою є антропоморфний згусток «сірого слизу». У процесі гри він збільшується в розмірах до тих пір, поки не поглинає увесь Всесвіт.
- У відеогрі Grey Goo (2015) сірий слиз виступає однією з протиборчих сторін, колись створеною людством як науковий інструмент.
- Відеогра Horizon Zero Dawn (2017) демонструє роботів, що ремонтуються і відновлюють боєзапас за допомогою нанороботів, які через помилку набули властивостей «сірого слизу».

### Науково-популярні книги
- Е. Дрекслер. Машини творення (1986).

### Художні твори
- М. Крайтон. Рій [Архівовано 5 травня 2012 у Wayback Machine.].
- С. Лем. «Огляд на місці»
- С. Лем. «Непереможний».
- С. Лем. Темрява і цвіль (оповідання)
- С. Лем. «Мир на землі»
- С. Лук'яненко. Оповідання «Нема чого ділити».
- Лексс (Другий сезон, руки Мантріда)
- Алістер Рейнольдс. «Century Rain», 2004
- Бєляєв Олександр Романович. «Вічний хліб», 1928
- Гаррос-Євдокимов. «Сірий Слиз», 2004
- Ніл Стівенсон. «Діамантовий вік, або Буквар для благородних дівиць», 1995
- Грег Бір. Музика, яка звучить в крові [Архівовано 19 грудня 2012 у Wayback Machine.]
- Олег Дівов. «Симбіонти», 2010

## Ресурси Інтернету
- Нановійни, сірий слиз.
- Роботу «Second Life» порушив «сірий слиз».
- Р.Фрейтас. Проблема Сірого Слизу. [Архівовано 9 лютого 2009 у Wayback Machine.]
- Небезпеки молекулярного виробництва. [Архівовано 20 квітня 2008 у Wayback Machine.]